# 國民黨右派
国民党右派，较贬义的称呼有國民黨反動派、国民党顽固派等，较中性的称呼有国民党保守派等，指代中国国民党在中华民国大陆时期内部保守、反共的派系，与亲共的国民党左派相对。最初是中国共产党在第一次国共合作时使用的政治概念。国民党右派和左派的身份划分具有灵活性，根据个人政治主张变化有所改变:159。
中华人民共和国作者或称，蔣中正在1927年4月发动四一二事件、另立南京國民政府，标志国民党右派转变为反动派。

## 定義
國民政府政治顾问、苏联人鲍罗廷最早提出中国国民党有左、中、右派之分。第一次国共合作中，中国共产党党员被允许以个人身份加入中国国民党。合作初期，中国共产党方面依据中国国民党内部人员对其好恶程度来区分其政治立场，因此有左派、右派意识:159:39。
1924年2月，中国共产党扩大执行委员会文件《同志们在国民党工作及态度决议案》，是最早涉及国民党左右派的中共文件。文件指出“对于国民党比较不接近我们的分子，应多方加以联络，以逐渐改变他们的态度”，不可“统认为他们是所谓‘右派’”，否则“使革命势力内部发生些不必要的分歧”，“而使国民党不能免左右之分歧”。4月，中國共產黨領導人陈独秀发表《国民党左右派之真意义》一文，成为最早提及国民党左右派的中共党员的文章。中国共产党扩大执行委员会1925年5月文件，将“孫中山及其一派和我们的同志”定义为国民党左派，相对的即是国民党右派:39。
1925年3月，孙中山逝世。中国国民党内部分化，国共分裂开始。中国共产党因此提出“新右派”概念，制定“扶持左派”、“斗争右派”的策略方针:159。1925年11月23日至1926年1月4日，中國國民黨部分中央執行委員、中央監察委員和候補中央執行委員在北京西山碧雲寺以“中國國民黨一屆四中全會”名义召开会议，史稱「西山會議」，明確反對容共政策，這群國民黨人遂形成黨內右翼派系，稱「西山會議派」。
1926年1月，毛泽东在《政治周报》第四期发文。包括参加过辛亥革命的国民党党员在内，他称为“旧右派新右派”，是分别代表帝国主义“买办阶级”和国内“小地主及与工商资产阶级”的国民党党内势力。他认为，国民党党内的中间派只有两条路走，或且向右加入反革命派，或且向左加入革命派。“而在现在，他们留在国民党内，实在是×××先生所说的‘假革命派’”。
「國民黨右派」、「國民黨反動派」，与国民党左派及后来成立的中国国民党革命委员会（簡稱「民革」）相对应。国民党左派脱离中国国民党后，和民革留在中国大陆。
1949年中华人民共和国成立以后，中共官方将民革与民盟、九三学社、中国致公党等8个政党合称为“民主党派”，在名义上认可其为中华人民共和国的“参政党”，享有参政及议政的权力。

## 主要人物
- 蔣介石
- 胡漢民
- 鄧澤如
- 谢持
- 邹鲁
- 林森
- 居正
- 戴季陶
- 叶楚伧
- 石青阳
- 邵元冲
- 沈定一
- 张继
- 吴稚晖
- 覃振
- 傅汝霖
- 茅祖权